# 玉藻 (雑誌)
「玉藻」（たまも）は、俳誌。1930年6月、父高濱虚子の薦めを受け星野立子が東京にて創刊。主宰は星野高士、名誉主宰は星野椿。

## 概要
1930年（昭和5年）創刊。初の女性俳人による主宰誌としてその後の女性俳人の活躍を促すとともに、父の「ホトトギス」の姉妹誌として客観写生・花鳥諷詠の理念を説く。創刊以来虚子が欠かさず寄稿し、代選などでも協力、写生文の掲載や清崎敏郎、深見けん二などによる研究座談会なども載り男性投句者も多く集めた。1970年に立子が脳溢血で倒れたため、1971年1月から83年7月まで妹の高木晴子が選を担当。83年に立子選が復活するも翌年に立子が他界し、娘の星野椿が主宰を継承し、2014年から星野高士が主宰をつとめている。主な同人に今井つる女、今井千鶴子、大久保白村など。

## 現況
現在の玉藻社主宰は高浜虚子の曽孫である星野高士が務めている。1984年から2013年まで主宰を務めた星野椿はその母で高浜虚子、星野天知の孫。
本社は虚子の永住した鎌倉市で「鎌倉虚子立子記念館」を併設している。

## 関連リンク
- 「玉藻」公式ホームページ
- 星野高士 無尽蔵
- 鎌倉虚子立子記念館